# Дзено, Реньеро

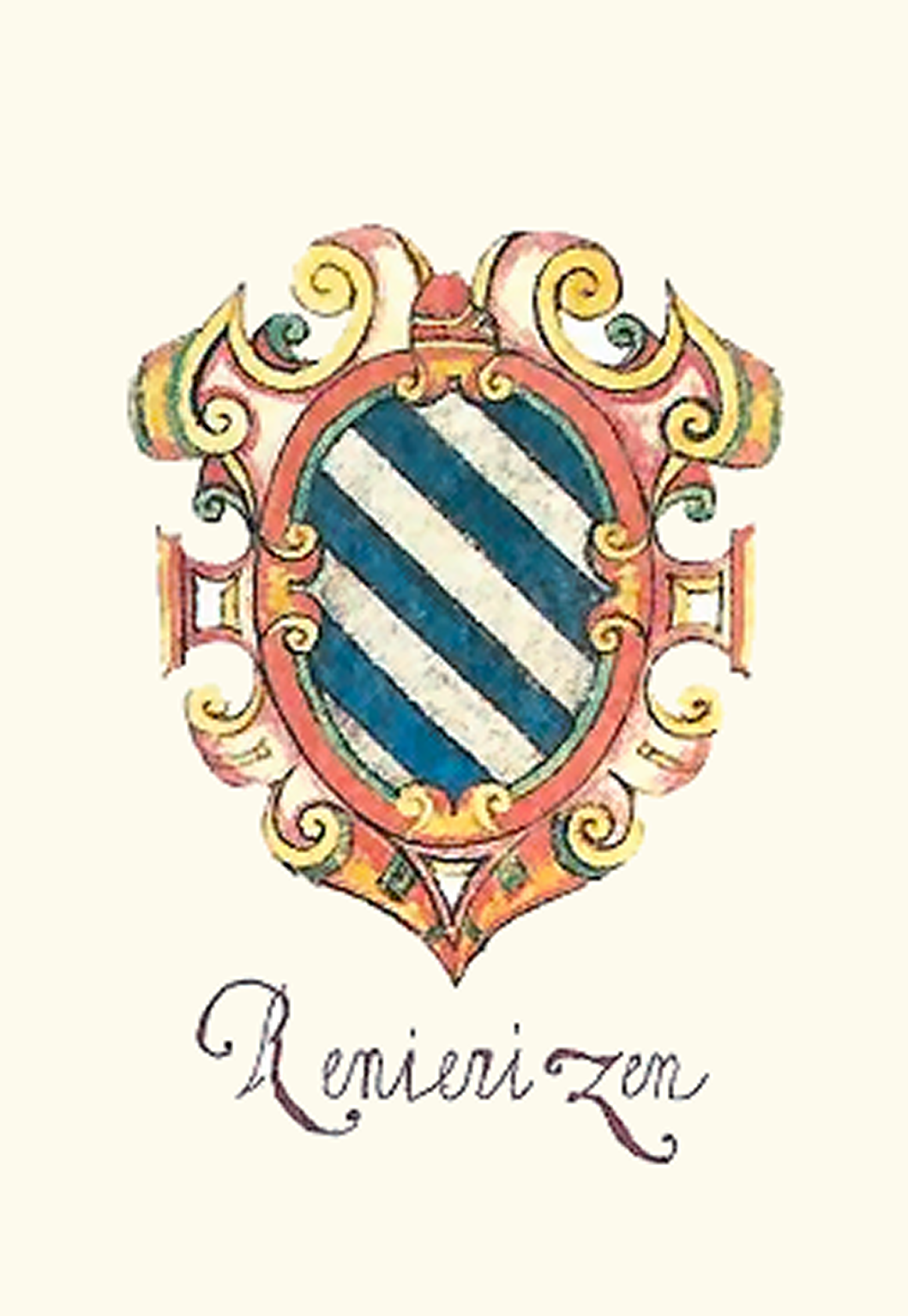
Герб дожа

Раньеро Дзено (итал. Reniero Zeno; ? — 7 июля 1268 года) — 45-й венецианский дож.
Прожил бурную жизнь. В 1242 году активно участвовал в подавлении бунта в Заре. В 1243 году Дзено попал в плен к графу Савойи и был освобожден по приказу императора Фридриха II с условием, что Дзено заявит о несправедливой венецианской политике по отношении к императору. Позже служил подестой в Пьяченце и Фермо, где в 1252 году получил известие об избрании его дожем Венеции. В 1256 году оказал поддержку крестовому походу против Эццелино да Романо, отлученного от церкви за зверства над населением.

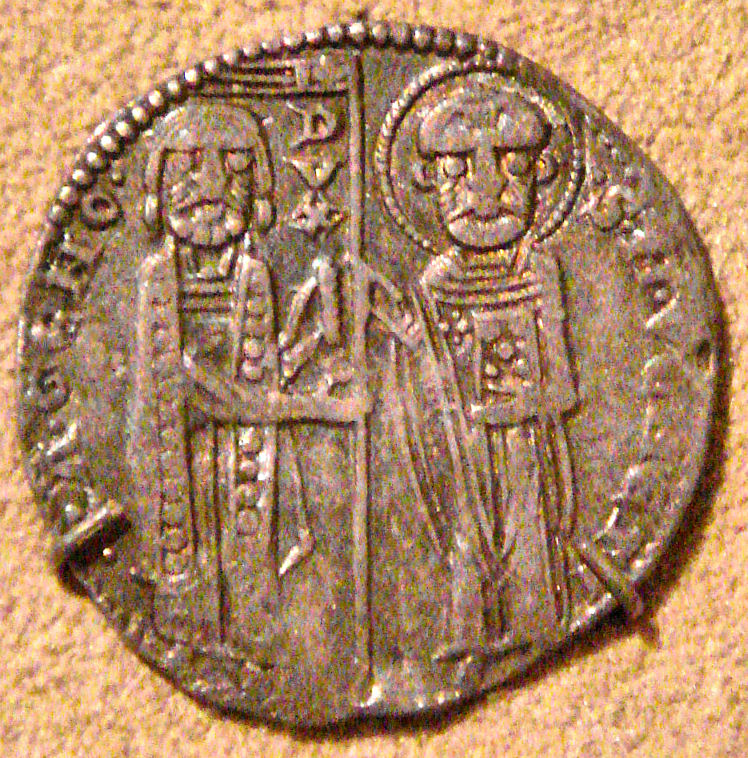
Серебряная монета Реньеро Дзено

До него в Венеции главным образом действовал морской закон, общий для всех христианских государств, лежавших на западе Средиземного моря. Дзено поручил выработать новый, специально венецианский свод морских законов, который был принят Большим и Малым советом, равно как и народным собранием Венеции.
После крушения Латинской империи в 1261 году Дзено повел осторожную и хитрую политику с Византийской империей, результатом чего стало подписание мирного договора 1268 году, восстановившего торговое первенство Венеции в Леванте. Через несколько недель после ратификации договора Дзено умер и был похоронен с большими почестями с Санти-Джованни-э-Паоло.